# Dryptelytra cayennensis
Dryptelytra cayennensis là một loài bọ cánh cứng trong họ Đom đóm (Lampyridae). Loài này được Laporte de Castelnau miêu tả khoa học năm 1833.